# Faule Mette
Faule Mette (Ленивая Метта, также используется перевод Брауншвейгская Метта) — германская бомбарда времён Средних Веков, в списке крупнейших орудий занимает 3-е место.

## История
Впервые появилась на всеобщем обозрении на площади Кольмаркт (нем. Kohlmarkt) в 1411 году, создателем орудия считается мастер Хеннинг Буссеншутте. Орудие весило 8,7 тонн и имело калибр от 67 до 80 см по разным данным. Оно выстреливало огромными каменными ядрами массой от 322 до 432 кг при заряде пороха от 24 до 33 кг. Орудие считалось одним из самых мощных на тот момент, созданных когда-либо в Германии или даже в Европе. 1 ноября 1717 орудие выстрелило на расстояние 2442 м каменным ядром массой 341 кг. Бронзовое орудие было переплавлено в 1787 году, а из бронзы создали несколько орудий меньшего калибра. За всю свою историю пушка стреляла 12 раз.

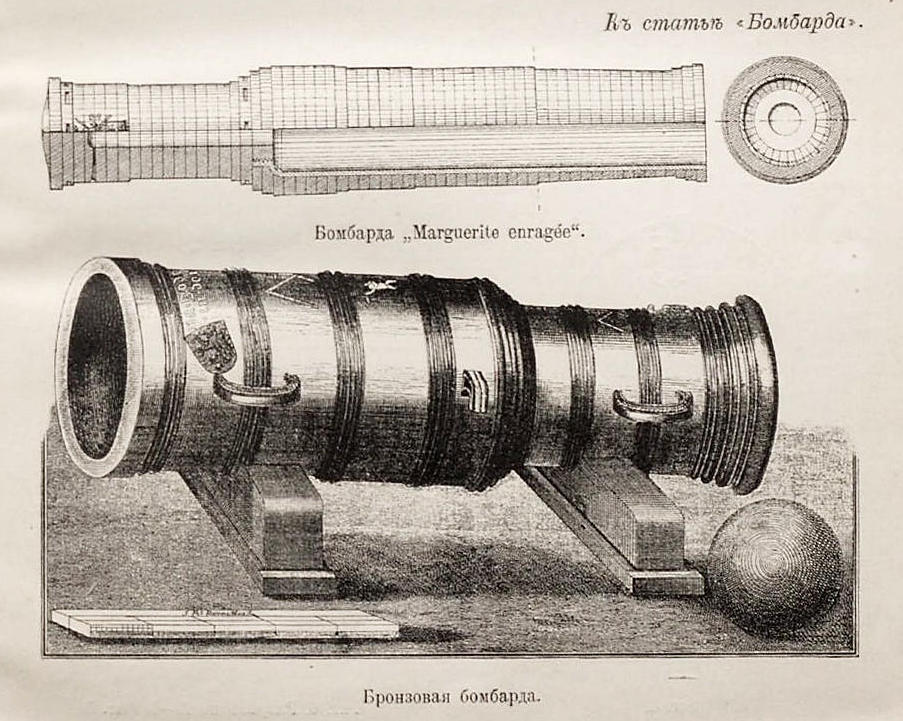
Иллюстрация к статье «Бомбарда». Военная энциклопедия Сытина (Санкт-Петербург, 1911-1915)